# Maurice Blondel
Maurice Blondel [móris blondel] (2. listopadu 1861 Dijon – 4. června 1949 Aix-en-Provence) byl francouzský křesťanský filosof.

## Život a působení
Narodil se v zámožné katolické rodině jako nejmladší ze čtyř dětí, studoval filosofii v Dijonu a v letech 1881 – 1886 na École normale supérieure v Paříži. Roku 1887 odešel na venkov a věnoval se své disertační práci o filosofii jednání (L'Action), kterou 1893 na Sorbonně obhájil.
Tato obsáhlá práce, ovlivněná zejména Leibnizem, Maine de Biranem, ale také pragmatismem, vzbudila na jedné straně velký zájem, na druhé straně narazila na odpor jak protináboženského akademického prostředí, tak církevních dogmatiků. Teprve po tříleté odmlce mohl Blondel začít přednášet v Lille a od roku 1897 do 1927 v Aix-en-Provence. Ve svých drobnějších pracích se stále vracel k tématu jednání, jež podle něho překlenuje protiklad determinismu a lidské svobody, ale věnoval se i aktuálním společenským otázkám.
Patřil mezi zakladatele „Sociálních týdnů“ v Lille, kde se od roku 1904 diskutovala například témata zdravotního a sociálního pojištění, kolonialismu nebo pomoci méně rozvinutým zemím, a roku 1939 vystoupil s ostrou kritikou nacismu (Zápas o civilizaci a filosofie míru). Když roku 1927 oslepl a odešel do důchodu, rozvedl hlavní myšlenky své knihy o jednání v pěti svazcích Myšlení I. a II. (1934), Bytí a jsoucna (1935), Jednání I. a II. (1937).
Blondel měl řadu vynikajících žáků a měl značný vliv na mnoho francouzských (např. Pierre Duhem nebo Emmanuel Lévinas) i německých filosofů a teologů. Knihu o jednání četl William James a už roku 1909 Martin Heidegger, který Blondela později označil za nejvýznamnějšího ze soudobých francouzských filosofů. Prostřednictvím Auguste Valensina, J. Maréchala, Henri de Lubaca a P. Teilharda de Chardin byl inspirátorem teologické obnovy, která vedla ke Druhému vatikánskému koncilu. Blondelův archiv je v Lovani, ústavy pro studium jeho díla vznikly po válce na univerzitách ve Freiburgu a v Mohuči.